# Альфтер
А́льфтер (нем. Alfter [ˈalfˌtɐ]) — община в Германии, в земле Северный Рейн-Вестфалия.
Подчиняется административному округу Кёльн. Входит в состав района Рейн-Зиг. Население составляет 22 820 человек (на 31 декабря 2010 года). Занимает площадь 34,73 км². Официальный код — 05 3 82 004.

## Города-побратимы
- Шатонёф-сюр-Шарант (Франция)
- Белиц (Германия)

## Фотографии

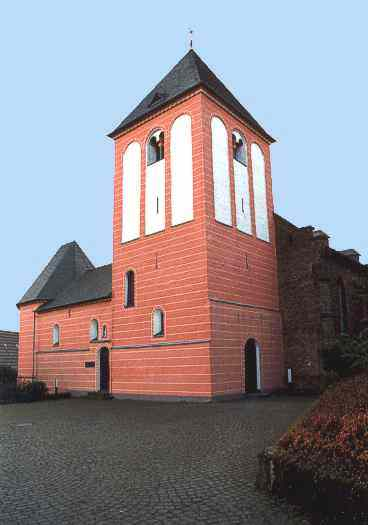
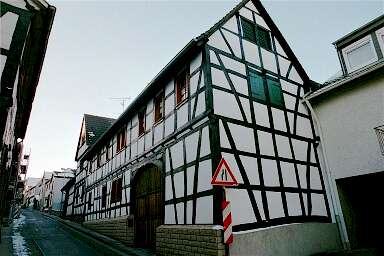
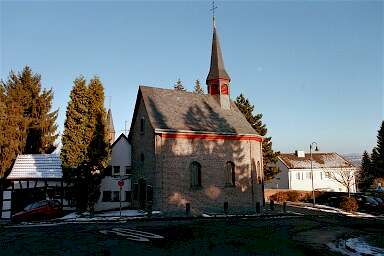
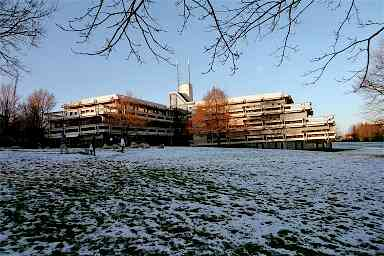